# دسیاتکینو
دسیاتکینو (به لاتین: Desyatkino) یک منطقهٔ مسکونی در روسیه است که در باشقیرستان واقع شده‌است.